# Tricimba maculata
Tricimba maculata är en tvåvingeart som beskrevs av Ismay 1993. Tricimba maculata ingår i släktet Tricimba och familjen fritflugor. Inga underarter finns listade i Catalogue of Life.